# 鶴田知佳子
鶴田 知佳子（つるた ちかこ、1953年12月30日 - ）は、日本の英語通訳者。東京女子大学現代教養学部国際英語学科教授、東京外国語大学名誉教授。専門は、通訳教育論、異文化間教育学。
NHK衛星放送、CNNの同時通訳者、会議通訳者。日本通訳学会理事、AIIC（国際会議通訳者協会）会員。アメリカ公認証券アナリスト（CFA）。小学校後半のアメリカ滞在など日本国外在住経験は12年であり、帰国子女である。イタリアの在住経験もあり、またフランス語学科卒なこともあり、英語・日本語の他に、イタリア語、フランス語も話す。
小学校高学年はアメリカ・ニューヨーク、中学は東京学芸大学教育学部附属大泉中学校、高校はインド・ニューデリーのアメリカンスクール、大学は上智大学外国語学部フランス語学科、大学院はコロンビア・ビジネス・スクールで学んだ。

## 略歴
1976年、上智大学外国語学部フランス語学科卒業、1980年、コロンビア・ビジネス・スクール修了。MBA（Master of Business Administration）取得。
東京銀行調査部、野村総合研究所等、金融業界で10年の勤務の後、NHK衛星放送の通訳者となり、目白大学助教授を経て、東京外国語大学外国語学部教授（国際コミュニケーション・通訳特化コース）、2009年大学院重点化に伴い配置換え、同大学総合国際学研究院言語文化部門教授。2019年に定年退職、同大学名誉教授、東京女子大学国際英語学科教授。

## 著書
- 『リーダーの英語』（柴田真一と共著、コスモピア）
- 『金融世界トップの英語』（柴田真一と共著、コスモピア）
- 『ダボス会議で聞く世界の英語』（柴田真一と共著、コスモピア）
- 『リーダーの英語』（柴田真一と共著、コスモピア）
- 『はじめてのシャドーイング』（玉井健、田中深雪らと共著、学習研究社）
- 『ここまで使える超基本単語50』（河原清志と共著、コスモピア）
- 『英語で伝えるオジサン的ビジネス表現』（柴田真一と共著、アルク）